# Герц Юрій Дмитрович
Юрій Дмитрович Герц (27 лютого 1931, Лохово — 15 вересня 2012, Ужгород) — український живописець; член Спілки радянських художників України з 1969 року. Заслужений художник Української РСР з 1990 року, народний художник України з 2003 року; лауреат Національної премії імені Тараса Шевченка за 1994 рік (за серію картин «Барвиста Верховина») та Закарпатської обласної премії імені Йосипа Бокшая та Адальберта Ерделі за 2011 рік.

## Вступ
Постать Юрія Герца у мистецтві сучасної Країни — неординарна і талановита, як у своїй реалізації покликання служити рідній землі, так і в заздалегідь обраному способі реалізації — створити мальовничий життєпис країни народження, рідної оселі.
Тема Батьківщини, домівки під назвою Закарпаття завжди була провідною для Юрія Герца. Це відповідало його глибинній сутності, його небайдужому і люблячому серцю. З плином часу з'являється могутній струмінь персоніфікованої теми: найвища вартість на Землі — життя. До фізики простору під назвою домівка художник додавав ще один вимір — любов. З полотен Юрія Дмитровича Герца вирує енергія любові, веселковість щастя як найвищий щабель самореалізації.
Юрій Дмитрович Герц як художник сформувався у другій половині непростого, драматичного двадцятого століття. Це був період досягнень і втрат, великих випробувань і накопичення потенціалу для епохи, що наближалася. Скресали континенти роковими долями, танули країни, імперії, вирували революції, скреготали залізними зубами війни. Двадцяте століття ніби бажало дати людству екстремуми емоцій, подій, вчинків, культури і масовості, доводило неминучість циклічності світової історії, Людині дається шанс вирватися із зачарованого кола техносмерті, реалізувати на Землі свято життя. Свято це з людиною завжди, бо цей дарунок — від моменту народження. Для художника Ю. Д. Герца викристалізувалося своє поняття щастя. Гордо промовляв Герц «Я — щасливий». Уміння співпереживати і просто любити є запорукою успішного існування на землі…

## Біографія
Народився 27 лютого 1931 р. у багатодітній селянській родині в селі Лохово, що на Мукачівщині. Юрчик був третім, кажуть, найщасливішим у своїй долі, бо в казках третьому випадає все: і царство, і дружина гарна. Найдовірливіші і найщиріші стосунки були зі старшим, Михайлом.
Навчання у народній школі, розпочав Юрій Герц у 1937 році.
Увесь 1946 рік Юрій вивчав педагогіку в Мукачівському педагогічному. Завдяки ініціативи старшого брата і власній наполегливості Юрко Герц стає студентом Ужгородського училища декоративно-прикладного мистецтва наступного 1947 року.
Будучи студентом, Юрій Герц багато чого опановував самотужки: відкрив для себе огненну поезію Тараса Шевченка та Лесі Українки, пристрасно-мудрого Івана Франка, лірика у прозі Михайла Коцюбинського, метафоричного Григорія Сковороду. Життя своє почав вивіряти за принципом: «Я в серці маю те, що не вмирає!» В основі живопису молодого художника лежить колір, потім форма, конструкція, об'єм і малюнок. Герцові твори були повиті авторитетом реалізму.
Після служби в армії та закінчення художнього училища у 1955 році Юрій Дмитрович Герц повертається «в народ». Причина переїзду в Хуст життєво проста: подружжя Герців /Юрій на той час одружився з Наталією Толстою/ було направлене для роботи в Хустський районний будинок культури. Тут Юрій Герц разом з дружиною, яка свого часу викладала в Ужгородському училищі прикладного мистецтва, створюють об'єднання митців Хустщини, згуртовують їх навколо ідеї художнього братства. З часом це об'єднання стало відоме під назвою «Митець Верховини». Для Герців Хуст став живою лабораторією мистецьких вправ та знаходження свого місця у художньому процесі на Закарпатті. З роками знаменитий народний художник України Федір Федорович Манайло визнав: «Юрку, ти не даремно жив у Хусті двадцять років. Почув дух Верховини. А це — найцінніше.» Поруч з Юрком — невтомна трудівниця, життєва супутниця, колега у мистецтві Наталія Семенівна. А вона — вельми талановита у ткацтві гобеленів. Знання кольорів, законів формотворення та композиції додають творам авторки життєвості та сили.

Роки спливали Тисою, мов човники синочка Сергія. Юрій Дмитрович з колегами їздив на Воловеччину, Міжгірщину, Хустщину, збирав етюди, замальовки, ескізи. Приголомшують його спостереження та роздуми над орнаментикою гуцульських рельєфних зображень, універсальність писанки, вишивки, ткацтва, геометричність різьблення. Ось де справжнє багатство!
Шістдесяті роки минулого століття з їх культурною «відлигою» були у «ширшому діапазоні допуску», ніж попередні п'ятдесяті. На зміну соціалістичному реалізму поступово приходить живописна спроба сказати серцем, Сказати про те, що наболіло. Документальна безоб'єктна сухість змінилася багатомовністю та розмаїттям стилів. Живописні твори «До світла» /1969 р./, «Свято на Верховині» /1975 р./, «Верховина святкова» /1979 р./ засвідчують появу нового творчого обличчя у закарпатському образотворчому мистецтві. Твори Юрія Герца знаходять схвальний відгук у глядачів Ужгорода, Києва… Спочатку, у 60-х роках автор знаходив теми, близькі за звучанням до народного життя, побутового жанру. Потім — зведення власного Храму, віднайдення сили духу, сили внутрішнього спокою.
З 1975 по 1982 роки Юрій Герц працював у Мукачеві, а з 1982 року працював і проживавав в м. Ужгороді. Наступний період життя — період злету і розквіту всіх інтелектуальних і духовних сил митця, період яскравого прояву найкращих сторін хисту, працьовитості та неповторних рис індивідуальності творчої манери. Йосип Йосипович Бокшай, народний художник СРСР високо оцінив «Герцове відчуття декоративної плями». Народна традиція декоративності і декларативності кольором живе у творах «Верховина святкова» /1979 р./, «Пісня Верховини» /1993 р./. Від виставки до виставки лунають захоплено позитивні відгуки про твори. Особливо вдавалися Герцу твори з арсеналу вражень його омріяного дитинства. Це феєричні сцени різдвяних свят: «Різдвяні забави» /1992 р./, «Різдвяний день на Верховині» /1998 р./ тощо.
Народний художник України Герц Ю. Д. у своїх живописних нотатках йде стежками багатьох дослідників закарпатського дерев'яного зодчества: «Горянська ротонда», «Миколаївська церква», «Церква села Терновець» тощо.
Твори видатного майстра пензля Юрія Дмитровича Герца репрезентували нашу культуру та мистецтво в державних і приватних колекціях Італії, Грузії, Угорщини, Росії, Словаччини, Румунії, Канади, США, Німеччини. Особливо важливими у житті художника були ужгородська та київська персональні виставки творів /відповідно у 1991 та 1994 роках/. Продуктивність і цілеспрямованість митця у служінні українському образотворчому мистецтву була вкотре підтверджена його персональними виставками у 2001 році в Ужгороді, на Всеукраїнській виставці у 2001 р. в Києві, на виставці українського образотворчого мистецтва у 2002 р. в Москві.

27 лютого 2011 року село Лохово урочисто відзначало 80-річчя з дня народження відомого на всю Україну майстра пензля Юрія Дмитровича Герца. В актовому залі адмінбудинку сільської ради зібрались родичі, друзі дитинства, односельчани. На жаль, через хворобу, Юрій Дмитрович не зміг приїхати в рідне село, подзвонив, вибачився.
Помер в Ужгороді 15 вересня 2012 року.